# Cnemaspis yercaudensis
Cnemaspis yercaudensis este o specie de șopârle din genul Cnemaspis, familia Gekkonidae, descrisă de Atulananda Das și Rudolf Bauer în anul 2000. Conform Catalogue of Life specia Cnemaspis yercaudensis nu are subspecii cunoscute.